# Shallow Lake
Der Shallow Lake ist ein See im Southland District der Region Southland auf der Südinsel von Neuseeland.

## Geographie
Der Shallow Lake befindet sich an der Westseite der Hunter Mountains rund 14 km südlich des südlichen Ende des  South Arm, einem Arm des Lake Manapouri. Der See besitzt einen Seeumfang von rund 2,4 km und eine Seefläche von rund 12,5 Hektar. Auf einer Höhe von rund 355 m liegend erstreckt sich das Gewässer rund 525 m in Ost-West-Richtung und rund 395 m in Nord-Süd-Richtung.
Gespeist sowie entwässert wird der Shallow Lake durch den von Süden kommenden und nach Norden abgehenden Grebe River.